# Чаплія

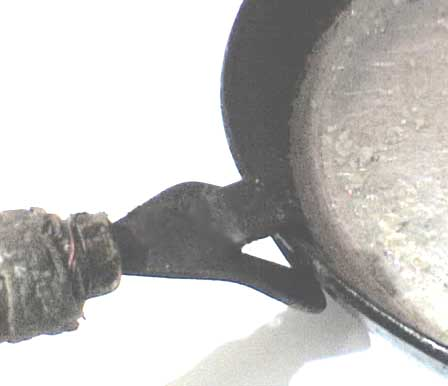
Сковорода з чаплією

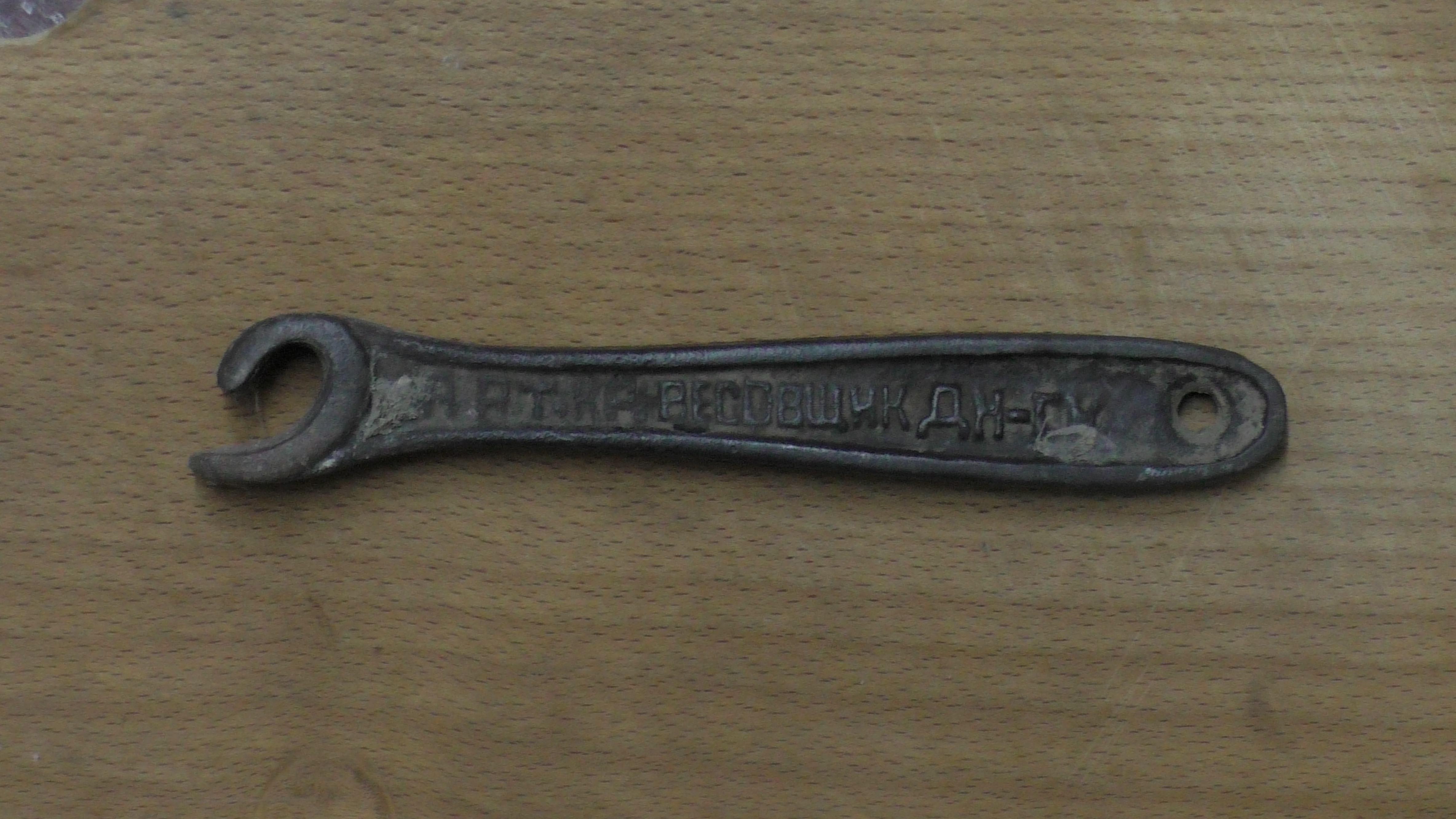
Чаплія

Чаплія́, заст. чеплія́ (біл. чапяла́, рос. ча́пельник, сковоро́дник)  — кухарський пристрій для перенесення гарячої сковороди — залізний гачок з дерев'яним держалном (воно називалося «чаплиїльно»). Слово чаплія (раніша форма чеплія) походить, ймовірно, від дієслова чепіти — «хапати», «чіпати», «згинати».
До поширення кухонних плит, коли їжу готували в печах, сковороди робили без ручок. Чаплія слугувала для знімання сковороди з вогню, або садіння й діставання її з печі. Зараз чаплію майже не використовують.

## У літературі
- Бійка з використанням чаплії описана в четвертій частині «Енеїди» І. П. Котляревського: «За нею челядь покотила, Схвативши хто що запопав: Кухарка чаплію вхопила, Лакій тарілками шпурляв…»[6]

## Інше
Чаплією називалася також і деталь лука для збивання вовни у шаповальному виробництві: брусок з мотузками на кінцях.